# Добрава при Костањевици
Добрава при Костањевици (словен. Dobrava pri Kostanjevici) је насељено место у општини Костањевица на Крки, Посавска регија, Словенија.

## Историја
До територијалне реорганизације у Словенији била је у саставу старе општине Кршко.

## Становништво
У попису становништва из 2011. године, Добрава при Костањевици је имала 40 становника.
| Број становника према пописима | Број становника према пописима | Број становника према пописима |
| ------------------------------ | ------------------------------ | ------------------------------ |
| 1991                           | 2002                           | 2011                           |
| 51                             | 36                             | 40                             |

Напомена: До 1953. исказивано под именом Добрава.